# Medard Boss

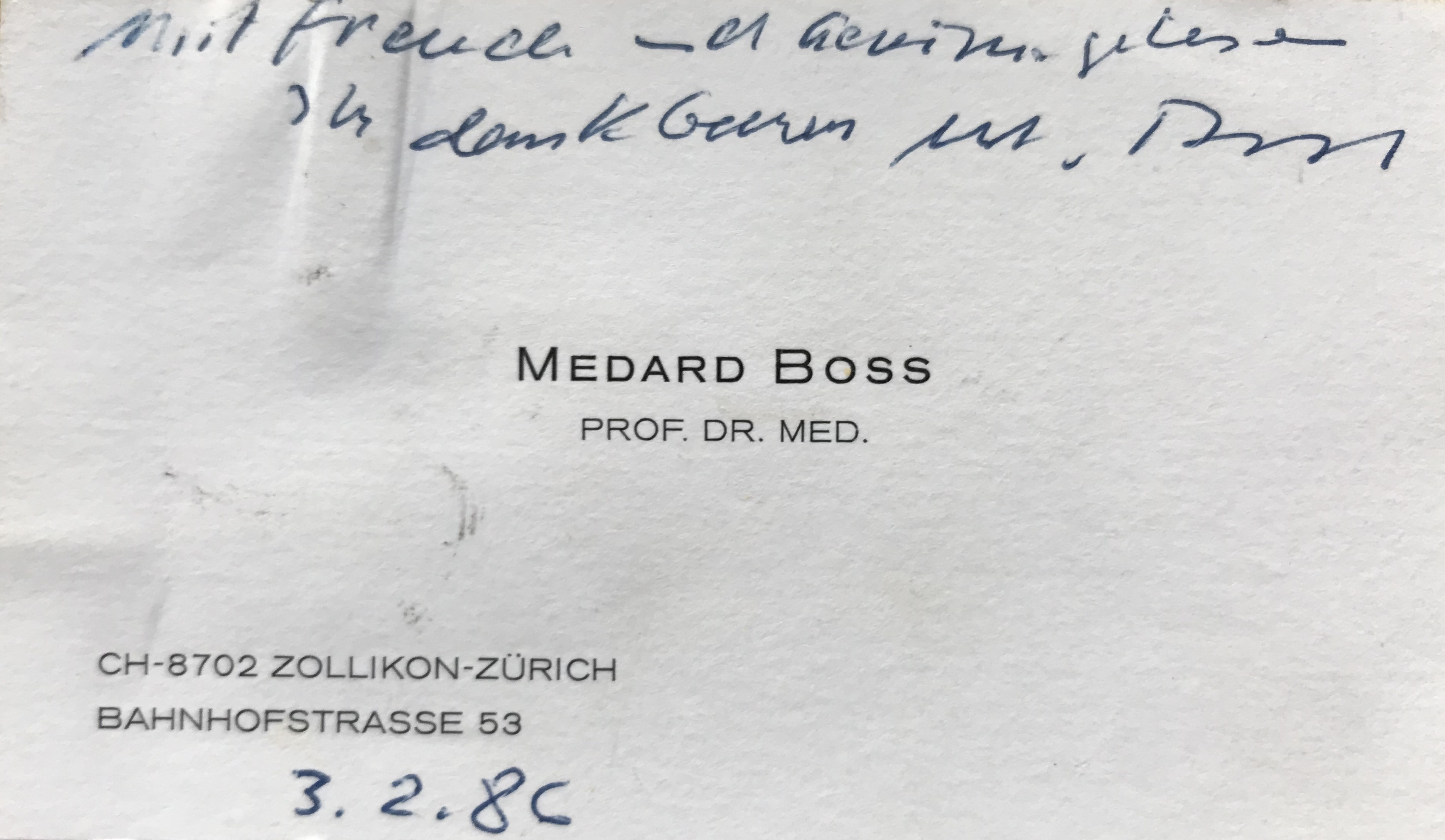
Handschrift von Medard Boss

Medard Boss (* 4. Oktober 1903 in St. Gallen; † 21. Dezember 1990 in Zollikon) war Schweizer Psychiater. Bekanntheit erlangte er durch die Nutzbarmachung der Daseinsanalyse Martin Heideggers für die Psychiatrie.

## Leben
Medard Boss studierte Medizin in Wien, wo er sich 1925 einer Analyse bei Sigmund Freud unterzog, sowie an der Burghölzli-Klinik in Zürich unter Aufsicht des Psychiaters Eugen Bleuler. Von 1939 bis 1949 war Boss Mitarbeiter in Carl Gustav Jungs Arbeitsgemeinschaft.
Seit 1947 Freundschaft zu Martin Heidegger mit zahlreichem Briefwechsel, Besuchen, gemeinsamen Ferien und den Zollikoner Seminaren, die Martin Heidegger 1959 bis 1969 im Hause von Medard Boss für Ärzte hielt. Im gleichen Jahre 1947 erfolgte seine Habilitation. Ab 1956 war er Titularprofessor für Psychotherapie an der Universität Zürich.
Martin Heidegger begleitete das Schaffen von Medard Boss und dessen Gründung der Daseinsanalyse in intensiver Weise. Zugleich war Medard Boss durch seine Reisen 1956, 1958 und 1966 nach Indien in seinem Denken und ärztlichen Handeln bestimmt worden, u. a. durch den indischen Gelehrten Swami Govind Kaul. 1971 Verleihung des Great Therapist Award durch die American Psychological Association.
Fast zwei Jahrzehnte präsidierte er die Internationale Gesellschaft für ärztliche Psychotherapie.

## Boss-Ansatz
Boss hat den Ansatz der Daseinsanalyse Ludwig Binswangers, der von diesem als wissenschaftliche Fundierung der Psychiatrie gedacht war, für den therapeutischen Kontext fruchtbar gemacht. Boss gelang es, Martin Heidegger für den Ansatz zu gewinnen, nicht mehr nach hinter den Dingen liegenden Erklärungen für psychiatrische Erkrankungen zu suchen, sondern diese ausgehend vom Verstehen des gesunden und kranken Gesamtdaseins des Menschen zu begreifen. Heideggers Analysen des Daseins boten hierfür die nötige Erkenntnis, den Menschen in seinem Gesamtsein als verstehendes Ganzes zu betrachten, der die Ursache der Subjekt-Objekt-Spaltung selber ist und die ihm selber nicht zugrunde liegt, und somit dem traditionellen mechanistisch kausalen Verständnis der modernen Wissenschaften ein neues, dem Wesen des Menschen gerecht werdendes Verstehen entgegenzusetzen. Die Daseinsanalyse von Boss unterscheidet sich letztendlich auch wissenschaftlich vom Ansatz Binswangers, wie Heidegger in den Zollikoner Seminaren klärte.
Krankheit wird gemäß diesem Ansatz als Ausdruck der wesensmässigen Endlichkeit des Daseins verstanden. Heilung wird demnach als Begegnung im Sinne des Mit-Seins mit Anderen verstanden; der Arzt oder Therapeut ist als Partner in das Krankheitsgeschehen eingebunden (siehe auch Übertragung) und hilft dem Kranken aus der Enge der durch die Begrenztheit des Daseins vorgegebenen Einschränkung.
Boss lehnte Konstrukte wie ‹Unbewusstes› oder ‹Psyche› ab und erklärte, «… eine phänomenologische Bescheidung auf das faktisch Erfahrbare macht alle jene Hypothesen eines ‹psychischen Unbewussten› … in jeder Beziehung überflüssig:»  Nach daseinsanalytischem Traumverständnis ‹vernehmen› wir im Traum ‹verengt› Züge unseres Daseins, die uns im Wachen ‹noch verborgen› sind.

## Schriften
- Körperliches Kranksein als Folge seelischer Gleichgewichtsstörungen (1940), 6. Aufl. Bern 1978
- Sinn und Gehalt der sexuellen Perversionen (1947), München 1967
- Der Traum und seine Auslegung. (1953)
- Einführung in die psychosomatische Medizin. (1954)
- The Analysis of Dreams. (1957)
- Daseinsanalyse und Psychoanalyse. (1957)
- Indienfahrt eines Psychiaters. (1959)
- Lebensangst, Schuldgefühle und psychotherapeutische Befreiung. (1962)
- Grundriss der Medizin. Ansätze zu einer phänomenologischen Physiologie, Psychologie, Pathologie, Therapie und zu einer daseinsgemässen Präventiv-Medizin in der modernen Industrie-Gesellschaft. Hans Huber, Bern u. a. 1971.
- Es träumte mir vergangene Nacht. (1975)
- Praxis der Psychosomatik – Krankheit und Lebensschicksal, Bern 1978
- Von der Psychoanalyse zur Daseinsanalyse. Wien/München/Zürich 1979.
- Von der Spannweite der Seele. (1982)
- Martin Heidegger: Zollikoner Seminare (Herausgeber). (1987)
- Medard Boss, in: Psychotherapie in Selbstdarstellungen, Hrsg. Ludwig J. Pongratz, Würzburg 1973, S. 75–106